# Arugisa gyrochila
Arugisa gyrochila là một loài bướm đêm trong họ Erebidae.